# Klub Sportowy Pałac Bydgoszcz 2014-2015
Questa voce raccoglie le informazioni riguardanti il Klub Sportowy Pałac Bydgoszcz nelle competizioni ufficiali della stagione 2014-2015.

## Organigramma societario
Area direttiva
- Presidente: Waldemar Sagan

Area tecnica
- Allenatore: Adam Grabowski
- Allenatore in seconda: Dawid Pawlik

## Rosa
| N° | Nome                  | Ruolo | Data di nascita   | Nazionalità sportiva |
| -- | --------------------- | ----- | ----------------- | -------------------- |
| 1  | Patrycja Polak        | S     | 23 febbraio 1991  | Polonia              |
| 3  | Zuzanna Pieczka       | S     | 11 ottobre 1995   | Polonia              |
| 4  | Marta Biedziak        | P     | 17 aprile 1993    | Polonia              |
| 5  | Natalia Zemtsova      | S     | 7 settembre 1984  | Ucraina              |
| 6  | Julia Twardowska      | S     | 4 maggio 1995     | Polonia              |
| 7  | Kinga Dybek           | S     | 16 dicembre 1994  | Polonia              |
| 8  | Małgorzata Skorupa    | C     | 16 settembre 1984 | Polonia              |
| 9  | Aleksandra Jurkojć    | C     | 1º gennaio 1993   | Polonia              |
| 10 | Anna Korabiec         | L     | 11 gennaio 1995   | Polonia              |
| 11 | Zuzanna Czyżnielewska | S/O   | 24 aprile 1992    | Polonia              |
| 12 | Małgorzata Śmieszek   | C     | 11 luglio 1996    | Polonia              |
| 13 | Paulina Bałdyga       | P     | 24 luglio 1996    | Polonia              |
| 15 | Weronika Fojucik      | S     | 3 maggio 1996     | Polonia              |
| 16 | Patrycja Tomczyk      | P     | 23 agosto 1995    | Polonia              |
| 17 | Pola Nowakowska       | L     | 30 gennaio 1996   | Polonia              |